# Étoile (bande dessinée)
Pour les articles homonymes, voir Étoile (homonymie).
Étoile est une série de bande dessinée pour la jeunesse.
- Scénario : Rascal
- Dessins et couleurs : Peter Elliott

## Albums
- Tome 1 : Le Petit Cirque (2005)
- Tome 2 : L'Homme chien (2006)

## Publication

### Éditeurs
- Delcourt (Collection Jeunesse) : Tomes 1 et 2 (première édition des tomes 1 et 2).